# سيرسيبيكولا
سيرسيبيكولا (بالإيطالية: Cercepiccola)‏ هي كومونا في مقاطعة كمبباسة في منطقة مليزة الإيطالية، وتقع على بعد حوالي 11 كيلومتر (7 ميل) جنوب كمبباسة.